# La Ciénaga (paroisse civile)
Pour les articles homonymes, voir Ciénaga.
La Ciénaga est l'une des cinq paroisses civiles de la municipalité de Zamora dans l'État de Falcón au Venezuela. Sa capitale est La Ciénaga.

## Géographie

### Relief
De faible superficie, la paroisse civile est ponctuée de deux sommets, le cerro Santa Elena qui domine Santa Elena et le cerro La Ciénaga qui domine La Ciénaga.

### Démographie
Hormis sa capitale La Ciénaga située à cheval sur les deux paroisses civiles de La Ciénaga et de La Soledad, le territoire paroissial ne possède qu'une seule autre localité, Santa Elena.